# 整備場駅

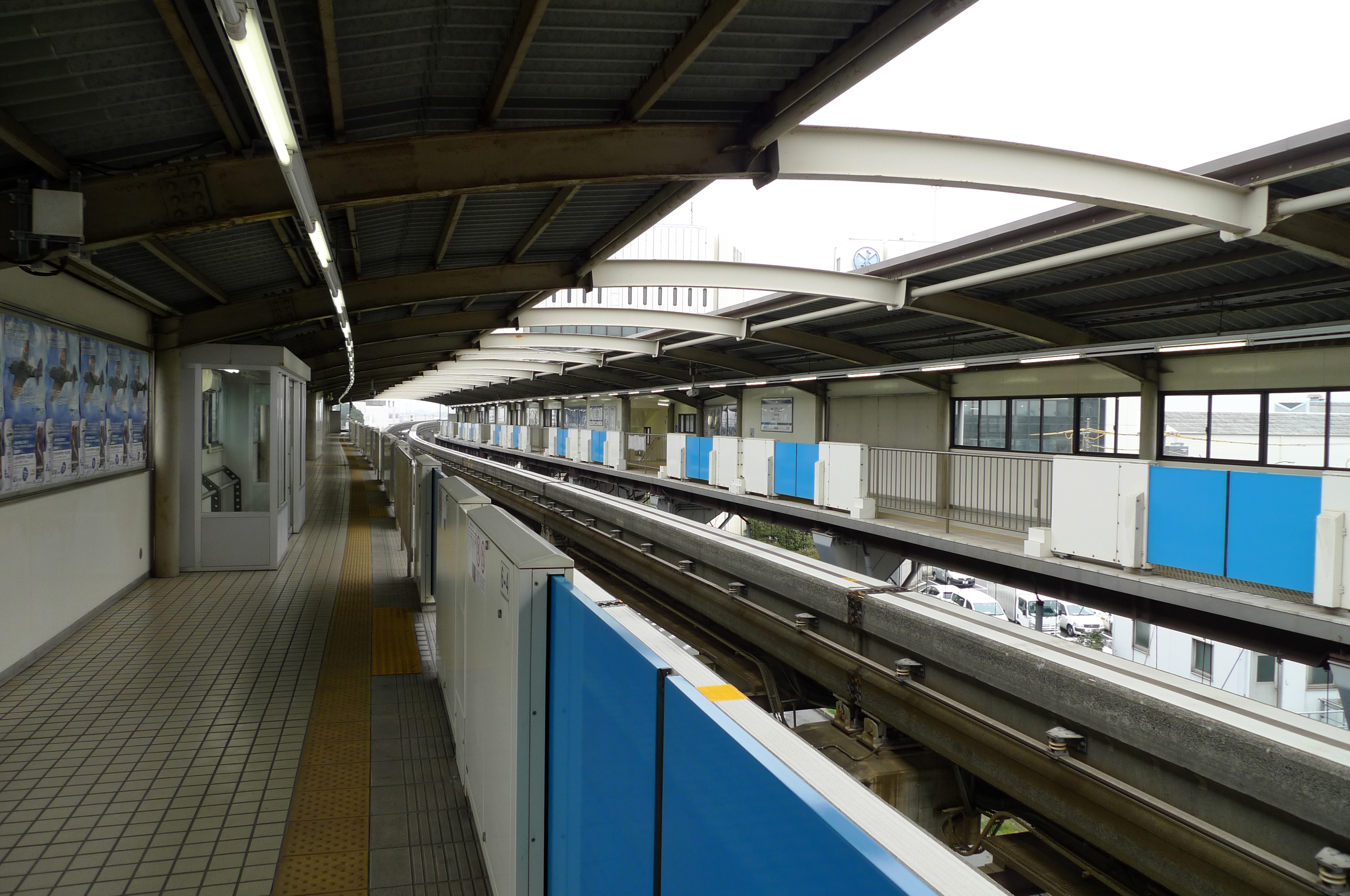
ホーム

整備場駅（せいびじょうえき）は、東京都大田区羽田空港一丁目にある東京モノレール東京モノレール羽田空港線の駅である。駅番号はMO 06。

## 歴史
- 1967年（昭和42年）3月20日 - 羽田整備場駅として開業[1]。朝夕のラッシュ時以外は無人[1]。
- 1988年（昭和63年）10月25日 -  当駅 - 新西ターミナル駅（仮称。現・羽田空港第1ターミナル駅）間延伸工事着工。
- 1993年（平成5年）9月27日 - 当駅 - （初代）羽田駅間廃止、当駅 - 羽田空港駅（現・羽田空港第1ターミナル駅）間延伸開業[2]。整備場駅に改称[2]。
- 2002年（平成14年）4月21日 - ICカードSuica供用開始。

## 駅構造
相対式ホーム2面2線を有する高架駅。バリアフリー等の設備はなく、ホームへは階段でアクセスする。トイレは改札内にある。
モノレール・エージェンシーが駅業務を受託する業務委託駅であるが、一部時間帯は無人となる。

### のりば
| ホーム | 路線                     | 方向 | 行先                      |
| ------ | ------------------------ | ---- | ------------------------- |
| 東側   | 東京モノレール羽田空港線 | 下り | 羽田空港第2ターミナル方面 |
| 西側   | 東京モノレール羽田空港線 | 上り | モノレール浜松町方面      |

## 利用状況
2024年度の一日平均乗降人員は1,749人であり、東京モノレールの駅では最も少ない。
東京国際空港に隣接しているものの、付近には旅客機の搭乗客向けの施設が存在しないことから、乗降客のほとんどが駅周辺にオフィスや整備、訓練施設などを置く企業や団体に勤務する関係者である。各年度の一日平均乗車人員は下表の通り。
| 年度               | 乗車人員 | 乗降人員 | 出典              |
| ------------------ | -------- | -------- | ----------------- |
| 1990年（平成02年） | 1,025    |          | [ 東京都統計 1 ]  |
| 1991年（平成03年） | 1,123    |          | [ 東京都統計 2 ]  |
| 1992年（平成04年） | 1,189    |          | [ 東京都統計 3 ]  |
| 1993年（平成05年） | 1,682    |          | [ 東京都統計 4 ]  |
| 1994年（平成06年） | 2,137    |          | [ 東京都統計 5 ]  |
| 1995年（平成07年） | 1,995    |          | [ 東京都統計 6 ]  |
| 1996年（平成08年） | 1,921    |          | [ 東京都統計 7 ]  |
| 1997年（平成09年） | 1,901    |          | [ 東京都統計 8 ]  |
| 1998年（平成10年） | 1,934    |          | [ 東京都統計 9 ]  |
| 1999年（平成11年） | 1,833    |          | [ 東京都統計 10 ] |
| 2000年（平成12年） | 1,696    |          | [ 東京都統計 11 ] |
| 2001年（平成13年） | 1,715    |          | [ 東京都統計 12 ] |
| 2002年（平成14年） | 1,822    |          | [ 東京都統計 13 ] |
| 2003年（平成15年） | 1,648    |          | [ 東京都統計 14 ] |
| 2004年（平成16年） | 1,559    |          | [ 東京都統計 15 ] |
| 2005年（平成17年） | 1,529    |          | [ 東京都統計 16 ] |
| 2006年（平成18年） | 1,600    |          | [ 東京都統計 17 ] |
| 2007年（平成19年） | 1,486    |          | [ 東京都統計 18 ] |
| 2008年（平成20年） | 1,315    |          | [ 東京都統計 19 ] |
| 2009年（平成21年） | 1,099    |          | [ 東京都統計 20 ] |
| 2010年（平成22年） | 1,055    |          | [ 東京都統計 21 ] |
| 2011年（平成23年） | 1,112    | 2,329    | [ 東京都統計 22 ] |
| 2012年（平成24年） | 1,140    | 2,388    | [ 東京都統計 23 ] |
| 2013年（平成25年） | 1,099    | 2,327    | [ 東京都統計 24 ] |
| 2014年（平成26年） | 986      | 2,120    | [ 東京都統計 25 ] |
| 2015年（平成27年） |          | 2,081    |                   |
| 2016年（平成28年） |          | 2,161    |                   |
| 2017年（平成29年） |          | 2,472    |                   |
| 2018年（平成30年） |          | 2,601    |                   |
| 2019年（令和元年） |          | 2,336    |                   |
| 2020年（令和02年） |          | 1,506    |                   |
| 2021年（令和03年） |          | 1,513    |                   |
| 2022年（令和04年） |          | 1,841    |                   |
| 2023年（令和05年） |          | 1,926    |                   |
| 2024年（令和06年） |          | 1,749    |                   |

## 駅周辺
出入口は東京国際空港構内に位置している。

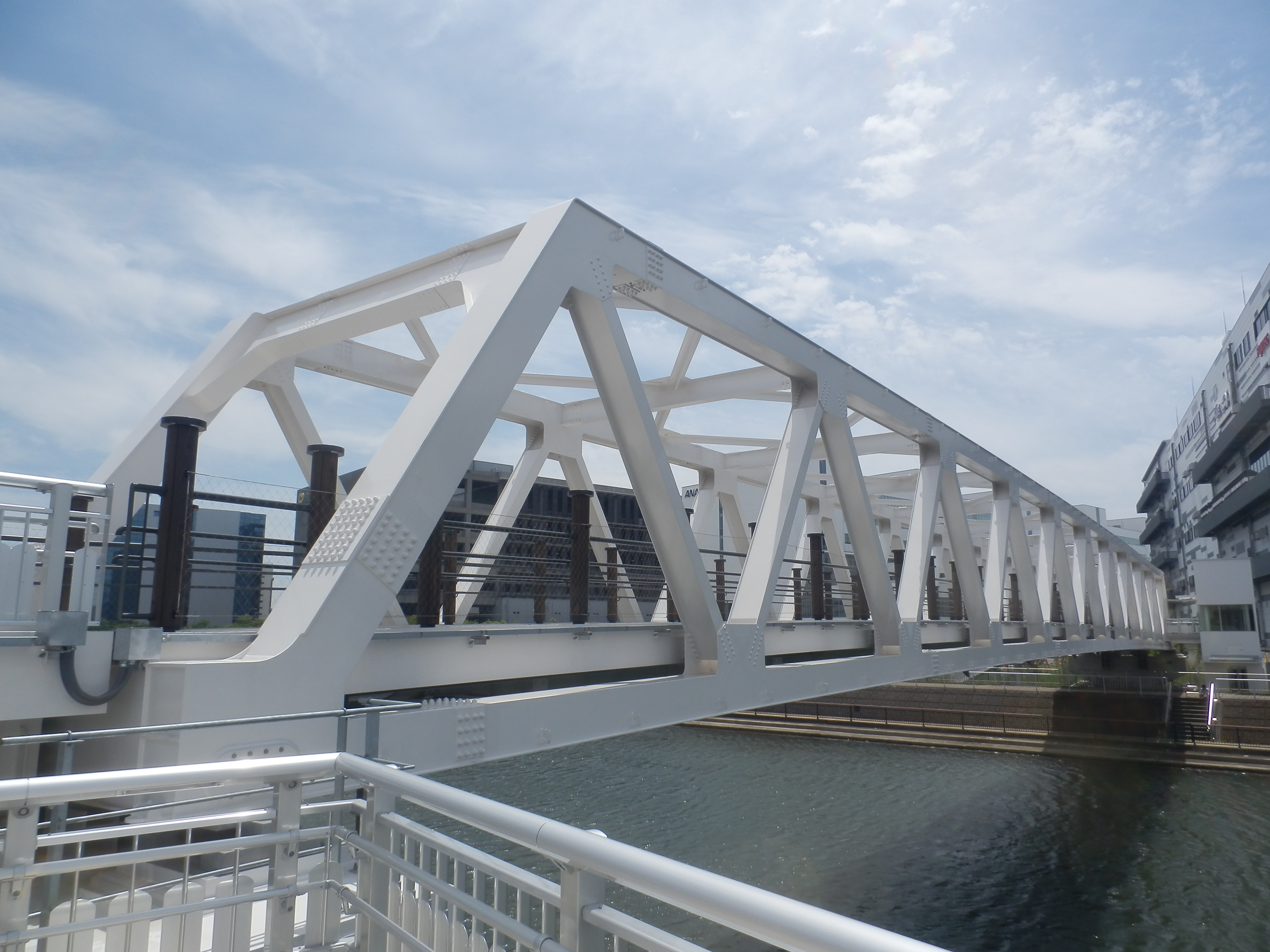
青宙橋

上記のような理由から、新整備場駅同様、駅周辺には一般客向けの路線バス乗り場・タクシー乗り場などはない。一般客向けの商業施設も少なく、レストランとコンビニエンスストア程度である。
西側を海老取川が流れるが、長らく付近に歩行者の通行可能な橋が存在しない状態であった。対岸にあたる羽田旭町では、荏原製作所の工場跡地をヤマト運輸が取得し羽田クロノゲートを設置したのに続いて、当駅に近い町の北側でもANAホールディングスの新訓練施設である「ANA Blue Base」や三井不動産が開発する「MFIP（三井不動産インダストリアルパーク）羽田」が相次いで建設され、物流・産業拠点としての整備が進んでいた。これらの建設計画が進んでいた2017年、大田区とANAホールディングス・三井不動産の間で締結された協定により、付近に人道橋を両社の費用負担にて整備することが定められ、2025年3月29日に青宙橋（あおぞらばし）の供用が開始された。
- 東京国際空港構内に所在する施設
  - 国土交通省航空局・海上保安庁羽田航空基地
  - 海上保安庁第三管区海上保安本部羽田特殊救難基地
  - 日本航空メンテナンスセンター
  - 日本航空機装ビル
  - 日本航空客室乗務員訓練センター
  - JALデータ通信技術センター
  - 全日本空輸機体センター
  - 第一綜合ビル
    - ブルーコーナー

  - 第二綜合ビル
  - 東京空港交通羽田空港運行事業所
- 東京国際空港に航空機格納庫を持つ報道機関
  - 読売新聞社
  - 産経新聞社
  - 朝日新聞社
  - 毎日新聞社
- 海老取川
  - 首都高速1号羽田線 空港西出入口
  - 首都高羽田補修基地
  - ANA Blue Base
  - 三井不動産インダストリアルパーク（MFIP）羽田
  - 大田区コミュニティセンター羽田旭（羽田旭小学校跡地）

## バス路線
「整備場」停留所
- 京浜急行バス
  - <蒲42> 蒲田駅行 ※ 平日1本のみ[8]

## その他

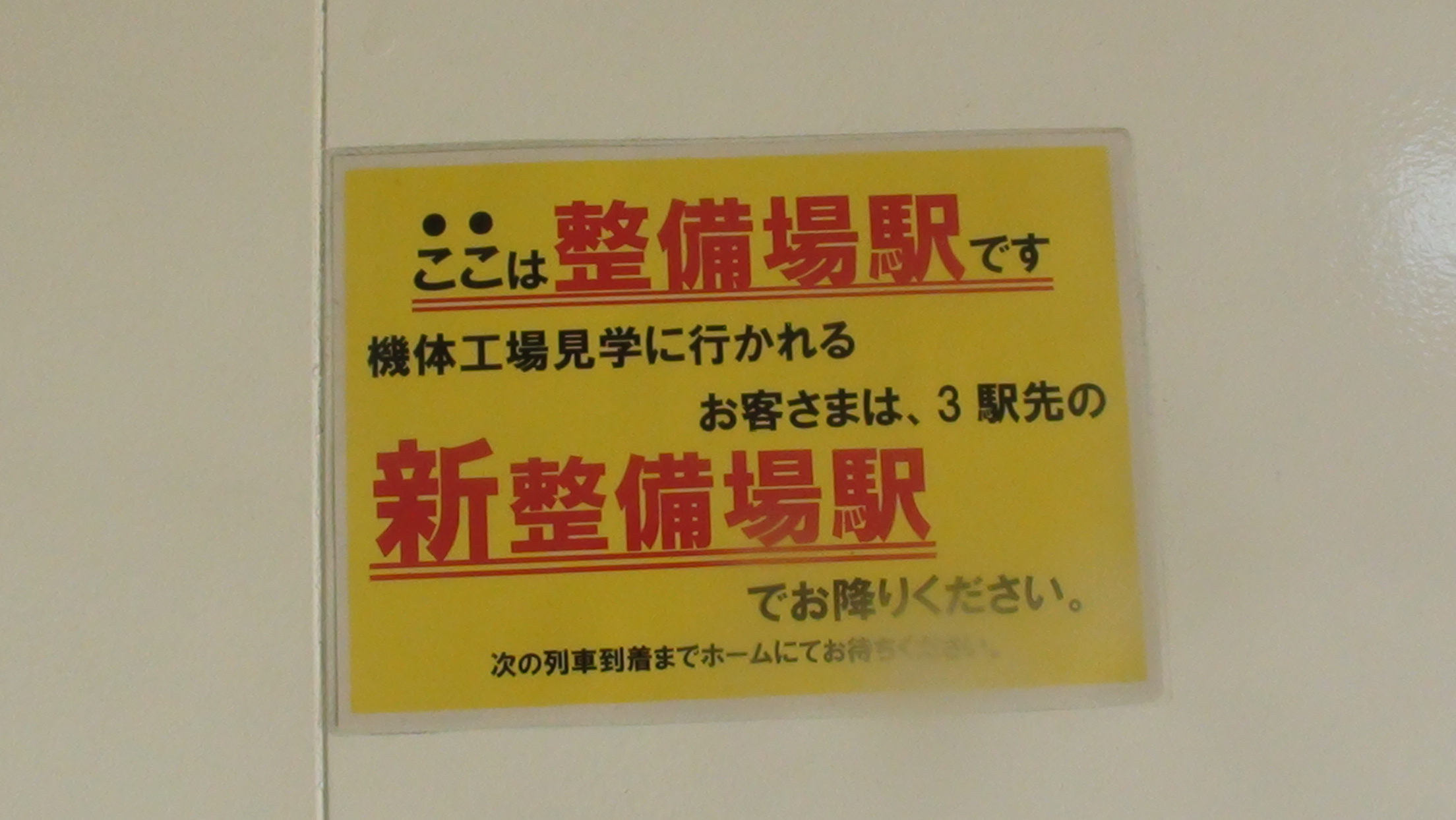
駅に掲出されている、新整備場駅への誘導表示

羽田整備場駅時代、ホームに設置された駅名標の下に「羽田空港は次の駅です」と表記されたプレートが取り付けられていた。これは、語頭の「羽田」に反応し空港の旅客ターミナル最寄駅であると勘違いして下車する乗客が後を絶たなかったためである。そのため天空橋駅・新整備場駅同様、空港敷地内にありながら「羽田」「羽田空港」の語を極端に避けている。なお、駅名改称後もプレートは文字が消去された上で残っていたが、羽田空港国際線ビル駅開業に伴う駅名標更新により撤去されている。
また、現在新整備場駅付近の航空会社によって機体工場見学が開催されているが、こちらも「整備場」に反応して誤って下車する乗客が後を絶たないため、羽田空港方面ホームの改札通路に注意書きが掲出されている。
旧羽田駅が営業していた当時、この駅の先（羽田方）にY字型のポイントがあり、そこから単線で急勾配を下り、現在のルートのすぐ隣にあったシールドトンネルに入り、旧羽田駅へ列車が走っていた。現在のルートは旧ルートの西側に複線で建設され、完成後から開業前までは現行のトンネルの坑口付近まで乗務員習熟のための試運転が行われた。1993年（平成5年）9月26日15時過ぎ、モノレール浜松町駅へ向かう最後の列車（1000形第1編成）の通過直後、クレーン車などの重機を使って線路の切り替え工事が行われ、翌9月27日始発から新ルートでの営業を開始した。その後、旧ルートは軌道ごと完全に埋められ、旧トンネルの坑口をアスファルトで塞いだ跡以外、その面影を見ることはできない。

## 隣の駅
東京モノレール
 東京モノレール羽田空港線
■空港快速・■区間快速
通過
■普通
昭和島駅 (MO 05) - 整備場駅 (MO 06) - 天空橋駅 (MO 07)

### 利用状況
東京モノレールの1日平均利用客数
1. 1 2 3  “東京モノレール：企業情報＞会社概要”.   東京モノレール株式会社. 2025年5月5日時点のオリジナルよりアーカイブ。2025年5月17日閲覧。
2. ↑  “東京モノレール：企業情報＞会社概要”.   東京モノレール株式会社. 2013年6月2日時点のオリジナルよりアーカイブ。2022年8月27日閲覧。
3. ↑  “東京モノレール：企業情報＞会社概要”.   東京モノレール株式会社. 2014年5月2日時点のオリジナルよりアーカイブ。2022年8月27日閲覧。
4. ↑  “東京モノレール：企業情報＞会社概要”.   東京モノレール株式会社. 2015年4月27日時点のオリジナルよりアーカイブ。2022年8月27日閲覧。
5. ↑  “東京モノレール：企業情報＞会社概要”.   東京モノレール株式会社. 2015年10月29日時点のオリジナルよりアーカイブ。2022年8月27日閲覧。
6. ↑  “東京モノレール：企業情報＞会社概要”.   東京モノレール株式会社. 2016年7月18日時点のオリジナルよりアーカイブ。2022年8月27日閲覧。
7. ↑  “東京モノレール：企業情報＞会社概要”.   東京モノレール株式会社. 2017年8月22日時点のオリジナルよりアーカイブ。2022年8月27日閲覧。
8. ↑  “東京モノレール：企業情報＞会社概要”.   東京モノレール株式会社. 2019年2月11日時点のオリジナルよりアーカイブ。2022年8月27日閲覧。
9. ↑  “東京モノレール：企業情報＞会社概要”.   東京モノレール株式会社. 2020年1月17日時点のオリジナルよりアーカイブ。2022年8月27日閲覧。
10. ↑  “東京モノレール：企業情報＞会社概要”.   東京モノレール株式会社. 2021年2月5日時点のオリジナルよりアーカイブ。2022年8月27日閲覧。
11. ↑  “東京モノレール：企業情報＞会社概要”.   東京モノレール株式会社. 2021年9月18日時点のオリジナルよりアーカイブ。2022年8月27日閲覧。
12. ↑  “東京モノレール：企業情報＞会社概要”.   東京モノレール株式会社. 2022年12月19日時点のオリジナルよりアーカイブ。2022年8月27日閲覧。
13. ↑  “東京モノレール：企業情報＞会社概要”.   東京モノレール株式会社. 2024年3月1日時点のオリジナルよりアーカイブ。2023年7月2日閲覧。
14. ↑  “東京モノレール：企業情報＞会社概要”.   東京モノレール株式会社. 2024年6月10日時点のオリジナルよりアーカイブ。2024年6月10日閲覧。

東京モノレールの統計データ
東京都統計年鑑
1. ↑  東京都統計年鑑（平成2年）229ページ
2. ↑  東京都統計年鑑（平成3年）235ページ
3. ↑  東京都統計年鑑（平成4年）
4. ↑  東京都統計年鑑（平成5年）
5. ↑  東京都統計年鑑（平成6年）
6. ↑  東京都統計年鑑（平成7年）
7. ↑  東京都統計年鑑（平成8年）
8. ↑  東京都統計年鑑（平成9年）
9. ↑  東京都統計年鑑（平成10年） (PDF)
10. ↑  東京都統計年鑑（平成11年） (PDF)
11. ↑  東京都統計年鑑（平成12年）
12. ↑  東京都統計年鑑（平成13年）
13. ↑  東京都統計年鑑（平成14年）
14. ↑  東京都統計年鑑（平成15年）
15. ↑  東京都統計年鑑（平成16年）
16. ↑  東京都統計年鑑（平成17年）
17. ↑  東京都統計年鑑（平成18年）
18. ↑  東京都統計年鑑（平成19年）
19. ↑  東京都統計年鑑（平成20年）
20. ↑  東京都統計年鑑（平成21年）
21. ↑  東京都統計年鑑（平成22年）
22. ↑  東京都統計年鑑（平成23年）
23. ↑  東京都統計年鑑（平成24年）
24. ↑  東京都統計年鑑（平成25年）
25. ↑  東京都統計年鑑（平成26年）